# Louis Boullogne

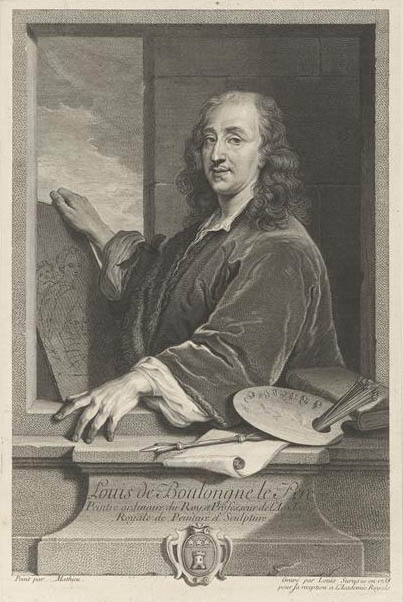
Louis Boullogne d. Ä.

Louis Boullogne (auch Louis le père oder Louis Boullogne d. Ä. genannt; * 8. August 1609 in der Paris; † 13. Juni 1674 ebenda) war ein französischer Maler, der den Titel peintre ordinaire des bâtiments du roi trug.

## Leben
Boullogne erhielt seine Ausbildung bei Jacques Blanchard. Ein Kruzifix, das er für das Stadthaus des Vorstehers der Zunft der Kaufleute gefertigt hatte, erregte schon früh Aufmerksamkeit. Er erhielt Geldmittel für eine Reise nach Italien und freundete sich mit Sébastien Bourdon an. Nach der Rückkehr fertigte er 1646 ein Marienbild für die Kathedrale Notre-Dame, das von der Zunft der Goldschmiede bestellt worden war. Weitere Marienbilder folgten, darunter das Martyrium des hl. Simon und die Enthauptung Johannis des Täufers. Des Weiteren fertigte er dekorative Arbeiten für Hotels, religiöse Gemälde für den Bischof von Rieux und schmückte gemeinsam mit seinen Söhnen die Galerie des Louvre mit Darstellungen der Taten des Herkules aus. Boullogne war einer der Begründer der am 1. Februar 1648 gestifteten Académie royale de peinture et de sculpture in Paris. Seine Aufnahmearbeit war eine Caritas romana. Im Jahr 1656 wurde er Professor der Akademie, ein Amt, das er bis zu seinem Tod ausübte. Er war ein Bekannter von Maurice Quentin de La Tour.
Er hatte vier Kinder:
- Geneviève (22. August 1645–5. August 1709), Blumen- und Früchtemalerin.[2]
- Madeleine (24. Juli 1646–30. Januar 1710), Blumen- und Genremalerin.[3]
- Bon (22. Februar 1649–17. Mai 1717), Maler.[4]
- Louis (9. November 1654–21. November 1733), Maler.[5]